# Regierung Oldřich Černík III
Die tschechoslowakische Regierung Oldřich Černík III, geführt durch den Ministerpräsidenten Oldřich Černík, war im Amt vom 29. September 1969 bis 28. Januar 1970. Sie folgte der Regierung Oldřich Černík II und wurde ersetzt durch die Regierung Lubomír Štrougal I.

## Regierungsbildung, Programm
Während der Amtszeit der Regierung Oldřich Černík II kam es zu intensiveren Säuberungen in den Reihen der während des Prager Frühlings engagierten Reformpolitiker. Dies fand Niederschlag auch in der neu gebildeten dritten Regierung von Černík, die nur neun Monate nach der Amtseinführung der zweiten Regierung Černíks ihre Geschäfte aufnahm. Zwar blieb einer der populärsten Reformpolitiker Černík auf seinem Posten als Ministerpräsident, auf die Posten der stellvertretenden Ministerpräsidenten und vieler Minister rückten konservative Kräfte nach.
Die Aufteilung der Ministerien hat sich gegenüber der vorherigen Amtsperiode geändert.

## Regierungszusammensetzung
Die folgenden Minister befanden sich die gesamte reguläre Amtsperiode über im Amt (29. September 1969 bis 28. Januar 1970).
- Oldřich Černík, Ministerpräsident
- Josef Kempný, stellvertretender Ministerpräsident
- Peter Colotka, stellvertretender Ministerpräsident
- Karol Laco, stellvertretender Ministerpräsident
- Miloslav Hruškovič, stellvertretender Ministerpräsident
- Václav Hůla, stellvertretender Ministerpräsident
- František Hamouz, stellvertretender Ministerpräsident
- Ján Marko, Außenminister
- Martin Dzúr, Verteidigungsminister
- Jan Pelnář, Innenminister
- Rudolf Rohlíček, Finanzminister
- Miloslav Hruškovič, Minister für Planung
- Michal Štanceľ, Minister für Arbeit und Soziales
- František Hamouz, Außenhandelsminister
- Ignác Rendek, Vorsitzender (Minister) des Ausschusses für Preisbildung
- Josef Krejčí, Vorsitzender (Minister) des Ausschusses für die Industrie
- Koloman Boďa, Vorsitzender (Minister) des Ausschusses für Landwirtschaft und Ernährung
- Jaroslav Knížka, Vorsitzender (Minister) des Ausschusses für Verkehr
- Karel Hoffmann, Vorsitzender (Minister) des Ausschusses für Post und Telekommunikationen
- Miloslav Hruškovič, Vorsitzender (Minister) des Ausschusses für technische Entwicklung und Entwicklung der Investitionen
- Bohuslav Kučera, Minister ohne Aufgabenbereich
- Jan Pauly, Minister ohne Aufgabenbereich
- Štefan Šutka, Verkehrsminister
- Jaromír Matušek, Minister für Brennstoffe und Energetik
- Josef Šimon, Minister für Hüttenwesen und Maschinenbau
- Ladislav Šupka, Minister für technische Entwicklung und Entwicklung der Investitionen
- Karel Hoffmann, Kommunikationsminister
- Václav Hůla, Vorsitzender der Staatlichen Planungskommission
- Ignác Rendek, Vorsitzender des Föderalen Preisamtes
- Drahomír Kolder, Vorsitzender des Ausschusses der Volkskontrolle

Außerdem gehörten der Regierung folgende Staatssekretäre an: Václav Dvořák, Ján Majer, Andrej Barčák, Karel Kurka, Vlasta Brablcová und Karol Martinka.

### Parteizugehörigkeit
Die Regierung wurde gebildet aus der Einheitsliste der Nationalen Front, die aus der dominierenden Kommunistischen Partei sowie aus Blockparteien bestand.

### Regierungen der Teilrepubliken
Parallel zur Regierung der Tschechoslowakischen Sozialistischen Republik hatten die beiden Teilrepubliken (Tschechische Sozialistische Republik und Slowakische Sozialistische Republik, beide erst ab 1969) ebenfalls eine eigene Regierung:
- Tschechische Sozialistische Republik: Regierung Josef Kempný und Josef Korčák (29.9.1969 – 9.12.1971)
- Slowakische Sozialistische Republik: Regierung Štefan Sádovský und Peter Colotka (2.1.1969 – 8.12.1971)